# Я видела, что вы сделали
«Я видела, что вы сделали» (англ. I Saw What You Did) — триллер режиссёра Уильяма Касла, вышедший на экраны в 1965 году.
Сценарий фильма написал Уильям П. МкГайверн, в его основу положен роман Урсулы Кёртисс «Из темноты» (1964). Фильм рассказывает о двух школьницах, которые развлекаются телефонными розыгрышами, обращаясь к случайным абонентам со словами: «Я видела, что вы сделали, и я знаю, кто вы». В итоге они нарываются на психопата, который только что убил свою жену и воспринимает угрозы девушек всерьёз.
Некоторые критики отмечали, что фильм предвосхитил появление субжанра фильмов ужасов, называемого слэшер.
Несмотря на отказ от традиционного рекламного трюка, Касл, тем не менее не удержался и «оснастил в нескольких кинотеатрах сиденья ремнями безопасности, чтобы напуганная часть аудитории в панике не сбежала во время просмотра».

## Сюжет
Действие фильма происходит в одном из жилых пригородов недалеко от Лос-Анджелеса. Дейв и Элли Мэннеринг собираются в гости с ночёвкой к своим деловым партнёрам, проживающим в 150 километрах от их дома. Неожиданно выясняется, что заболела женщина, которая обещала посидеть с их детьми — старшеклассницей Либби (Анди Гарретт) и её младшей сестрой Тэсс (Шерил Локк). Нехотя, родители всё-таки уезжают, оставляя двух девочек одних на всю ночь. Либби тут же звонит своей подруге Кит (Сара Лейн) и приглашает её в гости.
Девушки развлекаются тем, что набирают случайные телефонные номера из справочника и говорят в трубку «Я видела, что вы сделали, и я знаю, кто вы». Один из набранных ими номеров принадлежит Стиву Мараку (Джон Айрленд), жена которого Джудит как раз собирается уйти от него. Джудит отвечает на звонок и идёт в ванную комнату, чтобы пригласить к телефону Стива, но он в припадке ярости убивает жену ножом прямо в душе. Затем Стив грузит большой и тяжёлый короб с телом в свою машину, что видит в окно влюблённая в него немолодая одинокая соседка Эми (Джоан Кроуфорд). Стив вывозит короб в близлежащий лес и там закапывает его.
Когда Стив возвращается домой, к нему заходит Эми. Она видит раскрытый чемодан Джудит и понимает, что жена собирается уйти от Стива, но её самой дома нет. Эми пытается обнимать Стива и начинает строить планы общей жизни с ним, однако он пытается уклониться. В этот момент ему повторно звонит Либби, и, представляясь именем Сюзетт, говорит: «Я видела, что вы сделали, и я знаю, кто вы». Решив, что кто-то действительно видел, как он убил жену, Стив начинает паниковать. Он быстро выпроваживает Эми из дома, и предлагает Либби встретиться, чтобы обсудить все вопросы. Но Эми тайно проникает в его ванную комнату и подслушивает разговор, решив, что Стиву звонит его тайная любовница. Кроме того, она видит в ванной комнате окровавленную одежду Джудит и догадывается, что произошло.
Либби заинтригована голосом Стива и решает на него посмотреть. Она берёт машину матери, сажает вместе с собой Кит и Тэсс, и подъезжает к дому Стива. Оставив девочек в автомобиле, Либби подходит к его окну, но случайно роняет цветочный горшок. Как будто почувствовав что-то, Стив с ножом выходит во двор. Однако девушку фактически спасает Эми, которая замечает её во дворе, и решает, что Либби и есть любовница Стива. Она набрасывается на неё с бранью, загоняет обратно в машину и заставляет уехать, напоследок отобрав техпаспорт автомобиля. Затем Эми снова заходит к Стиву и начинает требовать, чтобы он на ней женился и поехал в океанский круиз, угрожая, что в противном случае расскажет о своих подозрениях в отношении убийства Джудит. Эми бросает техпаспорт Либби Стиву на стол, говоря, что поймала во дворе его любовницу. Как будто признавая победу Эми, Стив наливает по бокалу шампанского, и после тоста о любви, неожиданно бьёт её ножом в живот. Взяв документы на автомобиль Мэннерингов, Стив едет по указанному там адресу.
Старшие Мэннеринги тем временем не могут связаться с девушками по телефону и в волнении просят местного шерифа проверить, всё ли у них дома в порядке. Однако к тому моменту, когда приезжает полицейский, девушки успевают вернуться и говорят, что играли в хозяйственном доме. Вскоре приезжает отец Кит, и забирает дочь. На пути домой Кит слышит по радио срочное сообщение о найденном в лесу трупе женщины и о приметах мужчины, которого видели выходящем из леса этим вечером.
Стив подъезжает к дому Мэннерингов, и, пройдя внутрь, требует Либби сознаться в том, что она действительно знает. Либби уверяет его, что её звонок был обычным телефонным розыгрышем, и она выбрала его номер телефона из справочника совершенно случайно. Как будто успокоившись, Стив возвращает Либби документы на автомобиль и выходит во двор, но продолжает следить за домом с улицы. Добравшись до дома, Кит звонит Либби и рассказывает ей о сообщении по радио и о приметах подозреваемого. Либби отвечает, что по описанию он очень похож на Стива. Услышав через окно этот разговор, Стив врывается в дом, но Либби и Тесс успевают убежать от него. Либби выскакивает на улицу и садится в родительскую машину, но она никак не заводится. Неожиданно с заднего сиденья поднимается Стив, который начинает душить Либби, но в этот момент в него стреляет полицейский, только что приехавший вместе с отцом Кит.

## В ролях
- Джоан Кроуфорд — Эми Нелсон
- Джон Айрленд — Стив Марак
- Лейф Эриксон — Дейв Мэннеринг
- Сара Лейн — Кит Остин
- Энди Гарретт — Либби Мэннеринг
- Шэрил Локк — Тесс Мэннеринг
- Патриция Бреслин — Элли Мэннеринг

## Авторы сценария, режиссёр и участие Джоан Кроуфорд
По романам сценариста Уильяма П. МкГайверна были поставлены фильмы нуар «Большая жара» (1953) Фритца Ланга, «Полицейский-мошенник» (1954) и «Ставки на завтра» (1959) Роберта Уайза, а позднее — триллер «Ночь фокусника» (1980). По роману Урсулы Кёртисс «Запретный сад» был поставлен весьма успешный психологический хоррор-триллер в стиле психо-бидди «Что случилось с тётушкой Элис?» (1969) с Джеральдин Пейдж в главной роли.
Режиссёр Уильям Касл «оттачивал своё мастерство, лепя как блины фильмы категории В для „Коламбиа“», в итоге создав себе имя благодаря серии рекламных трюков, которые он применял для продвижения своих фильмов ужасов, таких как «Мрак» (1958), «Дом на холме призраков» (1959) и «Звоночек» (1959). В 1964 году Касл снял свой первый фильм ужасов с участием Джоан Кроуфорд — «Смирительная рубашка» (1965), отказавшись по её требованию от своих фирменных трюков.
«Приближаясь к своему 60-летию, Кроуфорд была уже больше не в состоянии достичь своих прежних звёздных высот, но ей доставляло наслаждение признание её имени у нового поколения кинозрителей… После своего (успешного) позднего возвращения в фильме Роберта Олдрича „Что случилось с Бэби Джейн?“ (1962), Джоан Кроуфорд снова стала горячим товаром… Кассовый успех „Смирительной рубашки“ (1964) вновь соединил Касла и Кроуфорд в этом фильме год спустя». Ранее Кроуфорд играла вместе и Джоном Айрлендом в драме «Королева пчёл» (1955).

## Место фильма в развитии жанра
Как написал Ричард Харланд Смит, "фильм является пророческим и опережающим время путешествием в подкатегорию фильма ужасов, называемую подростковый хоррор… Тема «подростки в опасности» не была совершенно новой для кино в 1965 году, но за редким исключением молодые персонажи помещались «в менее тяжёлый научно-фантастический мир, в частности, в фильмах „Гигантский коготь“ (1957), „Капля“ (1958), „Гигантский монстр Джила“ (1959) и „Тинейджеры из космоса“ (1959)». В 1970-е годы убийство подростков перестало вызывать столь резкие протесты со стороны зрителей и критики, но на момент создания этого фильма Касл благоразумно сохранил жизни подростков. Хотя количество трупов в этом фильме «чрезвычайно мало (всего два убийства), тем не менее, он во многом он стал моделью для таких классических фильмов жанра слэшер, как „Чёрное рождество“ (1974) Боба Кларка, „Хэллоуин“ (1978) Джона Карпентера, „Когда звонит незнакомец“ (1979) Фреда Уолтона и „Крик“ (1996) Уэса Крейвена».
По мнению Смита, «изображение типичного американского пригорода как рассадника психосексуальных тревог, вуайеризма, шантажа и убийств, скрытого за ширмой неизменного американского образа жизни, говорит о месте фильма в одном ряду между популярными телесериалами „Пейтон плейс“ (1964-69) и „Твин пикс“ (1990-91)».

## Оценка критики
Журнал «TimeOut» назвал фильм «типичным саспенс-шокером Касла с хорошей завязкой», а Деннис Шварц — «стильным маленьким триллером Касла без его обычных трюков». Сандра Бреннан охарактеризовала фильм как «страшный, но не настолько уж пугающий». Примерно также оценил его и «TimeOut», написав, что в фильме есть «несколько страшных моментов, но всё зависит от вашей восприимчивости». Говард Томпсон в «Нью-Йорк таймс» высоко оценил сюжет фильма, написав далее: «Выходя под гром фанфар, с составом во главе с Джоан Кроуфорд, фильм превращается в излишне подробную экспансию отличной идеи;… при уплотнении на полчаса картина могла бы стать более привлекательной и страшной». В частности, Томпсон назвал «избыточной» главу в середине фильма «с возбуждённым, ворчливым киллером, которого играет Джон Айрленд, и его хищной, жадной до любви соседкой, мисс Кроуфорд». Дональд Гуариско отметил, что «этот триллер Уильяма Касла его позднего периода никогда не поднимается до лихорадочных высот „Звоночка“ и „Убийственного“, но терпеливому зрителю принесёт несколько приятных необычных моментов». Далее он пишет, что «необычное сочетание в сценарии театральности суб-хичкоковского триллера и морализаторства на тему „папа знает лучше“ так в полной мере и не достигает степени лихорадочности, необходимой для высококлассного триллера, но странным образом захватывает в достаточной степени, чтобы увлечь зрителя». Гуариско заканчивает словами, что «в конечном итоге, фильм является одной из менее значимых работ в фильмографии Касла, но игра Джоан Кроуфорд и несколько вспышек вычурных театральных эффектов делают его стоящим зрелищем для поклонников китча».
Режиссёрская работа Уильяма Касла получила противоречивую оценку. Так, Дональд Гуариско прямо отметил, что «наилучшим элементом фильма является режиссёрская работа Уильяма Касла: он создаёт вдохновляющую вариацию на тему сцены в душе из „Психо“, а также запоминающийся зловещий и напряжённый финал в уединённом доме на городской окраине». С другой стороны, Говард Томпсон посчитал, что «к сожалению, режиссёр-продюсер Уильям Касл упустил темп» по ходу повествования, признавая при этом, что «Мистер Касл поставил отличный, бросающий в дрожь решающий поединок с участием Гарретт, маленькой Шерил и выслеживающего их Айрленда»,.
Игра Кроуфорд в картине была оценена в целом положительно, хотя роль у неё сравнительно небольшая. Журнал «TimeOut» написал, что «несмотря на указание её в качестве звезды в титрах фильма, Кроуфорд… исполняет роль второго плана», при этом ей отлично удался «её яростный выход в качестве крайне возбуждённой любовницы, которая ревниво пытается шантажировать психа, чтобы он на ней женился».С этим мнением согласен и Гуариско, отметивший, что «единственную действительно запоминающуюся игру даёт Джоан Кроуфорд, которая разрывает свою роль второго плана с пожирающей сцену энергией, и за ней интересно смотреть».
Томпсон в «Нью-Йорк таймс» высоко оценил игру молодых актрис, написав, что «молодёжь, Энди Гарретт, Сара Лейн и бойкий ребёнок по имени Шерил Локк доставляют наслаждение». Такого же мнения придерживается и Шварц: «Три дурачащиеся девочки просто великолепны, делая фильм достоверным и страшным». Гуариско также назвал актёрскую игру «достойной», отметив тем не менее, что актёрам «не хватает искры, которая могла бы оживить историю: Сара Лейн и Энди Гарретт компетентны, но не слишком харизматичны в качестве героинь-подростков, а Джон Айрленд слабо исполняет роль убийцы, не делая её такой угрожающей, как следовало бы».

## Ремейк фильма
В 1988 году режиссёр Фред Уолтон поставил телевизионный ремейк фильма под тем же названием, главные роли в картине исполнили Роберт Кэррадайн и Дэвид Кэррадайн, а в качестве героинь-подростков — Тэмми Лорен и Шоуни Смит.